# Giuseppe Ungaretti
Giuseppe Ungaretti (Alexandria, 8 de fevereiro de 1888 — Milão, 2 de junho de 1970) foi um poeta italiano. Foi professor da Universidade de São Paulo.

## Biografia
Filho de pais italianos vindos de Lucca, Ungaretti nasceu no Egito, em Alexandria, para onde sua família havia mudado devido ao trabalho de seu pai, engenheiro na construção do canal de Suez. Seu pai morre em um acidente na obra e a sua família permanece em Alexandria, onde tinham uma padaria.  A educação formal de Giuseppe Ungaretti começou em francês na Ecole Suisse Jacot, em Alexandria. Em sua juventude, Ungaretti despertou para a literatura, sendo ele interessado por poesia desde cedo, envolvendo-se com grupos literários e reuniões de socialistas e anarquistas.
Foi em Alexandria que Ungaretti conheceu o parnasianismo e a poesia simbolista, em particular Gabriel d'Annunzio, Charles Baudelaire, Arthur Rimbaud, e Mallarmé. Ele também conheceu as obras dos classicistas Giacomo Leopardi e Giosué Carducci. Nesse período estreou como jornalista e crítico literário, publicando artigos na revista Risorgeteque editado pelo escritor anarquista Enrico Pi. Ele abandonou o Cristianismo e se tornou ateu.
Em 1912, com 24 anos, Ungaretti muda-se para Paris, onde frequenta a Universidade Sorbonne e assiste aulas de filosofia de Bergson no Collége de France. Conhece Apollinaire, passa a fazer parte de círculos literários em Paris e publica na revista Lacerba.
Em 1914 voltou à Italia, indo a Milão. Engajou voluntariamente como soldado simples de infantaria, posição para a qual ele é recrutado em 1915 na Primeira Guerra Mundial. Combateu na província de Trieste, na frente de Carso, uma das mais duras durante a Guerra, e em seguida na França, em Champagne.
Ao contrário de seu entusiasmo inicial, ele foi abalado pelas realidades da guerra. Durante este período, ele publicou um conjunto de poemas Il porto sepolto, retratando as experiências da guerra, e logo após a guerra. Na obra Allegria di naufragi, é bastante interessante que ele utiliza no título da sua obra o termo naufragi, o que alude uma metáfora da guerra que Ungaretti sobreviveu, demonstrando os momentos de intoxicação e de alegria que alguém sente quando sobrevive a uma tragédia, mostrando certa “alegria” em sobreviver após os momentos de horror, dor e desespero. No poema Fratelli e em outros ele descreve os absurdos desta lógica da guerra, além de demonstrar a fraternidade entre todas as pessoas.
Em 1918, Ungaretti estava novamente em Paris, trabalhando como correspondente do jornal de Benito Mussolini, Il Popolo d'Italia. Prefaciou um livro de Mussolini, figura por quem sentiu fascinio e com quem estreitou laços, num período anterior a transformação do agitador político em um "il Duce", o ditador fascista. Em 1919, publicou uma coleção de poemas em francês chamada La guerra. Em 1920, Giuseppe Ungaretti casou-se com a francesa Jeanne Dupoix, de quem teve uma filha, Ninon (nascida em 1925) e um filho, Antonietto (nascido em 1930).
Um ano após seu casamento, Ungaretti voltou à Itália e se estabeleceu em Roma trabalhando como redator de notícias de jornais estrangeiros para o Bollettino, seção do Ministério das Relações Exteriores. Mussolini havia organizado uma marcha para Roma que confirmou sua tomada de poder. Em 1925 Giuseppe Ungaretti aderiu ao Partido Nacional Fascista, assinando o Manifesto Pró-fascista dos escritores italianos. No decurso da década de 1920 ele colaborou com várias revistas e publicou uma série de coleções de poesia antes de se tornar correspondente estrangeiro da Gazzetta del Popolo em 1931 e viajar não só para o Egito, Córsega e Holanda, mas também para várias regiões da Itália. Foi durante este período que Ungaretti introduziu o hermetismo. A nova tendência, inspirada tanto no simbolismo como no futurismo, tem as suas origens tanto no Il porto sepolto, onde Ungaretti eliminou estrutura, sintaxe e pontuação, como nas contribuições anteriores de Arturo Onofri. O estilo foi influenciado pelos simbolistas de Edgar Allan Poe a Baudelaire, Rimbaud, Mallarmé e Paul Valéry. Junto com Ungaretti, seus principais representantes foram Eugenio Montale e Salvatore Quasimodo.
Ungaretti foi com o hermetismo um poeta religioso e este dado deve ser entendido em relação aos anos de seu estreitamento com a Igreja católica, quando em 1928 se assume católico. Nestes anos, frequenta mosteiros, relatando envolvimento pessoal com a liturgia deles. A poesia de Ungaretti faz sentir o efeito deste seu envolvimento ao deixar evidente o pronunciamento do eu poético a figura poética de Deus. O diálogo de um eu poético contemporâneo com a figura da divindade cristã é um diálogo limite para a poesia pois enlaça a ela toda a imaginação, entendimento do poeta sobre a razão e natureza.
Entre os períodos da primeira e segunda guerra mundial, mudou-se para a cidade brasileira de São Paulo e tornou-se professor de italiano na Universidade de São Paulo (1936-1942). Giuseppe Ungaretti viveu as experiências mais dolorosas, enquanto vivia no Brasil: a morte de seu irmão (1937) e de seu filho Antonietto (1939) de apenas nove anos de idade devido a uma apendicite mal tratada. Estes episódios, além da maturidade conquistada, fizeram com que o poeta publicasse outra obra importante de sua vida, Il Dolore, em Milão, pela Oscar Mondadori.
Em 1942, três anos após a eclosão da Segunda Guerra Mundial, Ungaretti retornou à Itália. Ainda vigente o regime Fascista, Ungaretti foi recebido com honra pelo ministro Giuseppe Bottai e no mesmo ano foi nomeado professor de Literatura Moderna na Universidade de Roma. Continuou a escrever poesia e publicou uma série de ensaios. Nessa época, o hermetismo havia chegado ao fim, e Ungaretti, como Montale e Quasimodo, adotou um estilo mais formal em sua poesia. No final da guerra, após a queda de Mussolini, Ungaretti foi expulso do corpo docente devido às suas ligações fascistas, mas foi reintegrado quando os seus colegas votaram pela sua volta, e permaneceu até 1958 (ano de falecimento de sua esposa Jeanne). Morreu em Milão em 2 de junho de 1970, aos 82 anos.

## Obra literária e fases biográficas de Giuseppe Ungaretti

### A juventude
Em 1916 publicou em italiano o conjunto de poemas Il porto sepolto, obra na qual reflete as experiências na guerra, onde encontrou a parte mais sofrida da humanidade, a da dor cotidiana; em 1919 publica uma segunda obra chamada Allegria di naufragi, na qual mostra uma poesia nova, afastada da retórica e do barroquismo de Gabriele D'Annunzio.
Durante estada em Paris, Ungaretti conviveu com o filósofo Henri Bergson. Suas principais leituras no período foram Leopardi, Baudelaire e Nietzsche.

### Anos 1930-1940
No período entreguerras colaborou assiduamente com revistas e trabalhou como professor de línguas. Seu primeiro emprego fixo foi no Brasil, entre 1936 e 1942, quando deu aulas de Literatura Italiana no curso de Italiano na Universidade de São Paulo. Também neste período, sofreu a perda de seu filho de 9 anos e de seu irmão.
Ainda durante a Segunda Guerra Mundial, voltou à Itália onde, em função da fama como poeta, foi nomeado em 1942 professor da Universidade de Roma, posto em que se manteve até 1958.
A evolução artística de Ungaretti segue um itinerário que vai da paisagem à humanidade, à revelação religiosa, ao impacto do contato com a poderosa natureza brasileira, à dor pela morte de seu filho e ao retorno a Roma durante a Segunda Guerra Mundial. Estes dois últimos acontecimentos são a origem de sua obra Il dolore, publicada em 1947. Através do desespero, o poeta descobre a responsabilidade humana e a fragilidade de suas ambições. Ungaretti, em meio ao pessimismo com que contempla a trágica condição humana, encontra uma mensagem de esperança para os homens.

### Anos 1960
Os últimos vinte e cinco anos de sua vida representam um exame crítico do passado e traduzem uma forte ânsia de renovação.
Pouco antes de morrer, Mondadori organizou uma coletânea com todos os seus poemas, intitulada Vita di un uomo. Pode-se perceber, pelo título, como a poesia de Ungaretti é amplamente autobiográfica. Apesar de não poder ser considerado um membro oficial da escola hermética italiana, é considerado um dos seus fundadores e inspiradores principais. Dela fizeram parte importantes poetas italianos, como Eugenio Montale e Salvatore Quasimodo.
Morreu em Milão em 2 de junho de 1970.

## Poesia
O poeta Giuseppe Ungaretti é reconhecido como o mestre do hermetismo. O termo “hermético” significa fechado/escuro. A poesia hermética destaca-se devido à escuridão do estilo e da linguagem, com maior dificuldade de entendimento. Este poeta minimizou a sintaxe, eliminando a pontuação e com limitada construção de períodos aos seus componentes essenciais, além de rejeitar as restrições da métrica e da rima, não sendo observada as estrofes tradicionais, e sim versos livres, às vezes, consistindo em uma única palavra dotada de grande significação.
Em Allegria di Naufragi, as influências francesas e certos ecos crepusculares e futuristas são evidentes. O valor essencial da poesia de Ungaretti não deve ser procurado apenas no desenvolvimento de uma nova métrica e de uma sintaxe diferente, mas também na busca de um novo valor para a palavra. O poeta destrói o verso, cria novos ritmos, visa a essência da palavra. Ungaretti, portanto, aposta na tendência dos movimentos poéticos de sua época: uma linguagem composta por abdicação crepuscular e estilística dos futuristas.
Sem dúvidas a poesia e a biografia estão intimamente relacionadas a Ungaretti, uma vez que as experiências de vida determinaram várias escolhas de estilo e conteúdo absolutamente inovadores para a poesia italiana. A primeira experiência de vida é um dos mais significativos e profundos, quando ele tem o difícil momento de se tornar um soldado durante a primeira guerra mundial e a segunda experiência foi a perda de seu irmão e filho.
A evolução artística de Ungaretti segue um percurso que vai da paisagem à humanidade, à revelação religiosa, ao impacto do contato com a força da natureza brasileira, à dor da morte do filho e ao seu retorno à Roma, no início da Segunda Guerra Mundial. Esses dois últimos eventos estão na origem de seu livro Il Dolore, publicado em 1947. No desespero, o poeta descobre a responsabilidade humana e a fragilidade de suas ambições. Ungaretti, no meio do pessimismo com que encara a tragédia da condição humana, detecta, no entanto uma mensagem de esperança para a humanidade.

## Obras publicadas
- Il porto sepolto (1916)
- Allegria di naufragi (1919)
- La guerre (1919)
- L'allegria (1931)
- Sentimento del tempo (1933)
- Traduzioni (1936)
- Poesie disperse (1945)
- Il dolore (1947)
- La terra promessa (1950)
- Un grido e paesaggi (1952)
- Il taccuino del vecchio (1960)
- Vita di un uomo (obra poética completa, 1969)

## Traduções realizadas por Ungaretti para a língua italiana
- 22 Sonetti di Shakespeare  (1944)
- 40 Sonetti di Shakespeare (1946)
- Da Góngora e da Mallarmé  (1948)
- Fedra di Jean Racine (1950)
- Visioni di William Blake (1965).

## Traduções de algumas obras de Ungaretti para a língua portuguesa
- A alegria (L'allegria), 1992 e 2003
- Razões de uma poesia, 1994.
- Giuseppe Ungaretti: vida de um homem, 1985.
- Invenção da poesia moderna: lições de literatura no Brasil, 1937-1942, 1996.
- Ungaretti: daquela estrela à outra, 2003.